# Carolina Castro
Carolina Castro (Buenos Aires, Argentina, 1979) és una empresària i activista argentina destacada en la seva lluita per la igualtat de drets de la dona.
Llicenciada en Ciències Polítiques per la Universitat de Buenos Aires,. També va passar per l'administració pública, al capdavant de la Subsecretaria de Políticas y Gestión de la Pequeña y Mediana Empresa, durant el govern de Mauricio Macri, i va presidir Diálogo UIA Joven.
L'any 2019 va ser elegida per l'Asociación de Fábricas Argentinas de Componentes (Associació de Fàbriques Argentines de Components) o AFAC per representar al sector automobilístic en el Comitè Executiu de la Unió Industrial Argentina. És la primera dona a aconseguir un càrrec directiu a la Unió Industrial Argentina (UIA) en els seus més de 130 anys d'història. El seu activisme ha contribuït a impulsar l'agenda d'igualtat de gènere en tots els partits polítics en un país on el debat públic està molt polaritzat.
Castro pertany a la tercera generació d'una empresa familiar que fabrica components d'automoció. En el seu lloc al capdavant de la companyia ha trencat estereotips en emprar dones en l'àrea de producció en un percentatge superior a la mitjana del mercat. Recentment, va publicar "Vam trencar el vidre", una antologia de converses amb 18 dones argentines que destaquen en els negocis, les arts, la política i la ciència.
Castro va ser nomenada per la British Broadcasting Corporation (BBC) com una de les 100 Dones de l'any, una llista de 100 dones inspiradores i influents de tot el món, de l'any 2020.

## Llibres
- Rompimos el cristal``[1] (2019)